# 미랄렘 퍄니치
미랄렘 퍄니치(보스니아어: Miralem Pjanić, 1990년 4월 2일 ~ )는 보스니아 헤르체고비나의 축구 선수로 포지션은 미드필더이며 현재 러시아 프리미어리그의 CSKA 모스크바 소속이다.

## 선수 경력

### 클럽
1990년 4월 2일 보스니아 헤르체고비나 투즐라에서 태어났지만 태어난지 불과 나흘만에 보스니아 전쟁이 발발하면서 어린 나이에 가족과 함께 룩셈부르크로 이주한 뒤 그곳에서 축구를 시작했다.
그리고 시플랑게 95 유소년팀 시절 일찌감치 두각을 드러내자 어린 나이에 벨기에, 독일, 네덜란드 등의 클럽팀들로부터 러브콜을 받았고 결국 2004년 프랑스 리그 1의 FC 메스 유소년팀과 입단 계약을 체결했다.
이후 2007년 8월 파리 생제르맹과의 경기에서 리그 데뷔전을 치른 뒤 11월 정식으로 성인팀과의 계약을 체결하며 본격적인 프로의 길로 접어들었고 12월에는 소쇼-몽벨리아르와의 경기에서 리그 데뷔골을 터뜨리며 리그 1 역사상 최연소 득점 기록을 경신하는 등 2007-08 시즌 공식전 38경기 5골을 기록했다.
2007-08 시즌을 마친 뒤 2008년 6월 리그 1의 명문팀인 올랭피크 리옹으로 이적 후 첫 시즌인 2008-09 시즌에는 중반에 당한 부상으로 인해 리그 20경기를 포함해 공식전 24경기 출장에 만족해야만 했지만 차기 시즌인 2009-10 시즌에는 공식전 53경기 11골의 준수한 성적을 거두며 리그 1 2009-10 준우승, 2009-10년 UEFA 챔피언스리그 4강 진출 등에 큰 힘을 실어주었다.
그리고 2010-11 시즌에서도 공식전 39경기 4골을 기록하며 리그 1 2010-11 3위의 성적에 일조했지만 요안 구르퀴프에 주전 자리를 내주며 주로 교체 선수로 활동했고 2011년 8월 리옹과의 계약을 해지한 후 약 150억원의 이적료에 이탈리아 세리에 A의 AS 로마로 둥지를 튼 이후 2015-16 시즌까지 공식전 185경기 30골을 터뜨리며 코파 이탈리아 2012-13 준우승, 세리에 A 2013-14 준우승, 코파 이탈리아 2013-14 4강, 세리에 A 2014-15 준우승, 세리에 A 2015-16 3위 등의 성적에 크게 이바지했다.
이후 2016-17 시즌 개막을 앞두고 약 432억원의 이적료에 같은 세리에 A의 강호 유벤투스 FC로 둥지를 튼 후 2019-20 시즌까지 공식전 178경기 22골로 리그 4연패(2016-17, 2017-18, 2018-19, 2019-20), 이탈리아 슈퍼컵 3회 준우승(2016, 2017, 2019), 코파 이탈리아 2연패(2016-17, 2017-18), 2016-17년 UEFA 챔피언스리그 준우승, 2018년 이탈리아 슈퍼컵 우승, 코파 이탈리아 2019-20 준우승 등에 기여하며 세리에 A 정상급 미드필더로 자리매김했다.
그리고 2019-20 시즌이 종료된 후인 2020년 6월 29일 이적료 811억원에 스페인 프리메라리가의 강호 FC 바르셀로나로 이적했지만 프렝키 더 용, 세르히오 부스케츠와의 주전 경쟁에서 밀린 것은 물론 로날트 쿠만 감독의 외면까지 겹치면서 자기 기량을 펼치지 못하고 결국 2021-22 시즌을 앞둔 2021년 9월 튀르키예 쉬페르리그의 베식타시 JK로 임대 이적했다.

### 국가대표팀
2006년과 2007년 룩셈부르크 청소년 대표팀에서 활동하다가 2008년 8월 20일 보스니아 헤르체고비나 성인대표팀 소속으로 불가리아와의 친선 경기에서 국제 A매치 데뷔전을 치렀고 이후 2010년 3월 2010년 아프리카 네이션스컵 준우승팀인 가나와의 친선 경기에서 A매치 데뷔골을 신고했다.
그리고 2014년 FIFA 월드컵 유럽 지역 예선에서 3골을 터뜨려 보스니아의 사상 첫 월드컵 본선행에 이바지했고 본선에서도 2연패로 탈락이 확정된 상황에서 맞이한 아시아 최강 이란과의 F조 조별리그 최종전에서 팀의 월드컵 통산 3번째 득점을 성공시키며 보스니아의 월드컵 역사상 첫 승에도 크게 기여했다.
2024년 3월, 유로 2024 본선 실패 이후 국가대표 은퇴를 선언하였다.

## 수상

### 클럽

#### 유벤투스 FC
- 세리에 A : 2016-17, 2017-18, 2018-19, 2019-20
- 코파 이탈리아 : 2016-17, 2017-18
- 수페르코파 이탈리아나 : 2018
- UEFA 챔피언스리그 : 준우승 (2016-17)

#### FC 바르셀로나
- 국왕컵 : 2020-21

#### 베식타시 JK
- 튀르키예 슈퍼컵 : 2021

### 개인
- 보스니아 올해의 축구 선수 : 2014
- 보스니아 올해의 운동 선수 : 2020
- 세리에 A 올해의 팀 : 2015-16, 2016-17, 2017-18, 2018-19
- UEFA 챔피언스리그 시즌의 팀 : 2016-17
- 글로브사커 어워드 커리어 어워드 : 2020

## 같이 보기
- A매치 100경기 이상 출전한 축구 선수 명단